# Windsor, Québec
Windsor är en stad (kommun av typen ville) och tätort (centre de population) i provinsen Québec i Kanada. Den ligger i regionen Estrie, i den sydöstra delen av landet, 290 km öster om huvudstaden Ottawa. Antalet invånare vid folkräkningen 2021 var 5 294 i kommunen och 4 981 i tätorten.